# Ctenichneumon coracinus
Ctenichneumon coracinus là một loài tò vò trong họ Ichneumonidae.